# Pancit

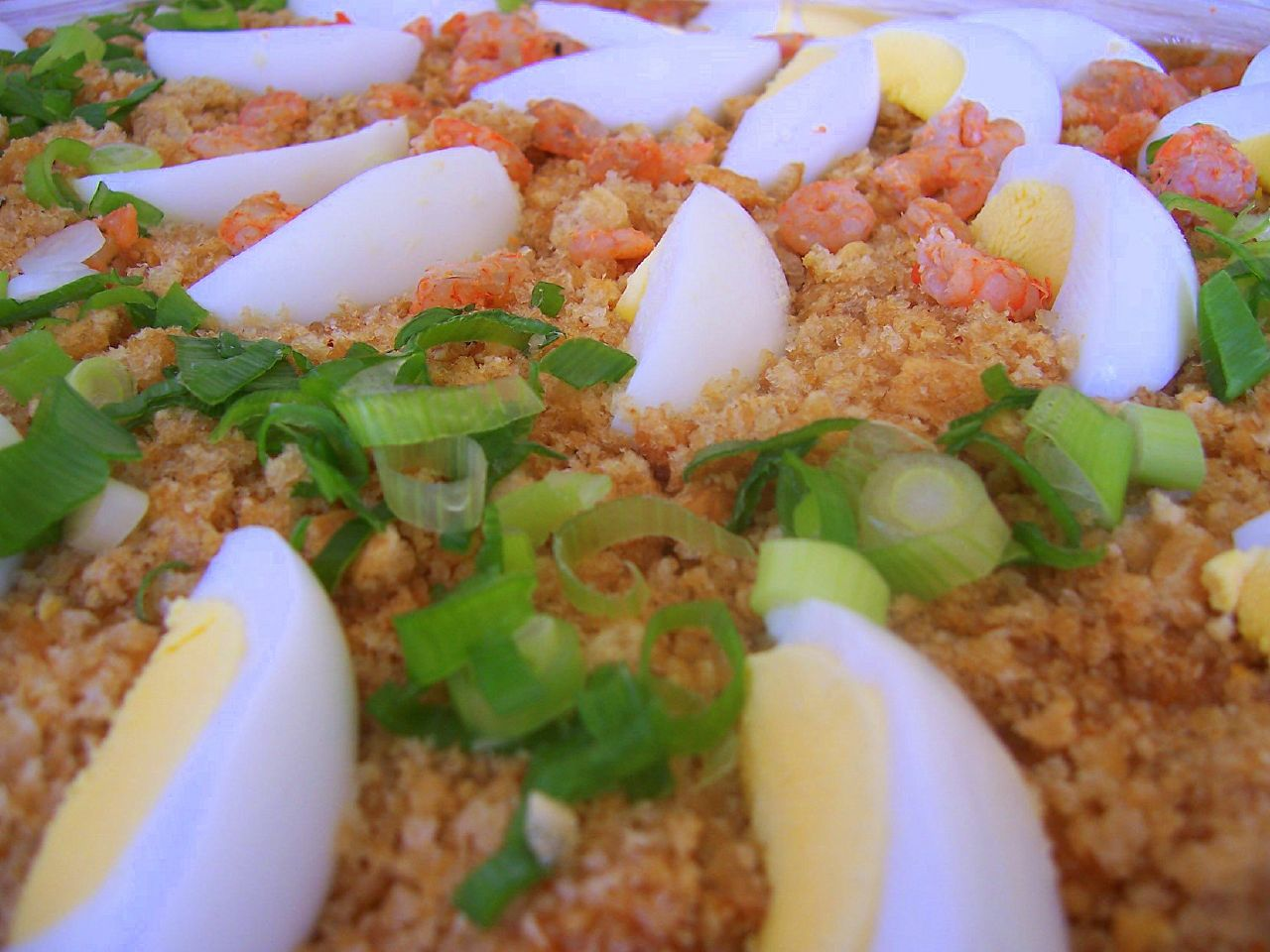
Pancit palabok.

El Pancit palabok es un plato típico de la cocina filipina, aunque se piensa que es de origen chino. 
El plato, muy popular en Filipinas, es muy similar al yakisoba y al yaki udon (ambos fideos fritos - stir-fried japoneses). La palabra pancit deriva del idioma chino Min Nan, donde la palabra pian i sit significa literalmente algo que ha sido cocinado rápidamente.

## Estilos
- Pancit Bihon
- Pancit Cantón
- Pancit estación
- Pancit Habhab (Lucban, sólo Quezon)
- Pancit Luglog
- Pancit Malabon
- Pancit Molo
- Pancit Miki (fideos de huevo)
- Pancit Miki-Bihon Guisado (fideos de huevo + bihon)
- Pancit Morong
- Pancit Palabok
- Pancit Sotanghon